# Puggy
Puggy is een Belgische popgroep, opgericht in 2005, bestaande uit de Engelse zanger-gitarist Matthew Irons, de Franse bassist Romain Descampe en de Zweedse drummer Egil “Ziggy” Franzén. De band beschouwt zichzelf als 'Belgisch' omdat ze elkaar daar hebben leren kennen.
Irons en Descampe ontmoetten elkaar in Antwerpen, waar ze beide muziek studeerden. Toen Descampe in Brussel Franzén voorstelde aan Irons, was de groep geboren. De band zoekt een geluid tussen pop en akoestische rock. Vooral in Wallonië en Frankrijk kent Puggy relatief succes. De single When You Know uit 2010 klom zelfs tot nummer zes in de Ultratop 40. De band stond al op verscheidene kleine festivals als Main Square Festival, Schoolrock, Rock Ternat en Bruksellive en mocht al het voorprogramma verzorgen van Deep Purple, Smashing Pumpkins en Incubus.
Een van hun nummers, We had it made werd gebruikt in Spanje door de Atresmedia Group voor de naamswijziging op 6 maart 2013.

## Discografie[3]

### Albums
| Album met hitnotering(en) in de Vlaamse Ultratop 200 albums | Datum van verschijnen | Datum van binnenkomst | Hoogste positie | Aantal weken | Opmerkingen |
| ----------------------------------------------------------- | --------------------- | --------------------- | --------------- | ------------ | ----------- |
| Dubois died today                                           | 2007                  | -                     |                 |              |             |
| Something you might like                                    | 2010                  | -                     |                 |              |             |
| To Win The World                                            | 2013                  | 13/04/2013            | 56              | 16           |             |
| Colours                                                     | 2016                  | 30/04/2016            | 40              | 7            |             |

### Singles
| Single met hitnotering(en) in de Vlaamse Ultratop 50 | Datum van verschijnen | Datum van binnenkomst | Hoogste positie | Aantal weken | Opmerkingen |
| ---------------------------------------------------- | --------------------- | --------------------- | --------------- | ------------ | ----------- |
| When you know                                        | 10-05-2010            | 09-10-2010            | tip35           | -            |             |
| To win the world                                     | 22-10-2012            | 17-11-2012            | tip35           | -            |             |
| Goes like this                                       | 27-05-2013            | 22-06-2013            | tip36           |              |             |